# Епархия Синтанга
Епа́рхия Си́нтанга (лат. Dioecesis Sintangensis) — епархия Римско-Католической церкви с центром в городе Синтанг, Индонезия. Епархия Синтанга входит в митрополию Понтианака.

## История
11 марта 1948 года Римский папа Пий XII издал буллу Ut in Archipelago, которой учредил апостольскую префектуру Синтанга, выделив её из апостольского викариата Понтианака.
23 апреля 1956 года Римский папа Пий XII издал буллу Cum ingenti, которой преобразовал апостольскую префектуру Синтанга в апостольский викариат.
3 января 1961 года Римский папа Иоанн XXIII издал буллу Quod Christus, которой преобразовал апостольский викариат Синтанга в епархию.

## Ординарии епархии
- епископ Lambert van Kessel SMM[1] (4.06.1948 — 25.05.1973);
- епископ Isak Doera (9.12.1976 — 1.01.1996);
- епископ Агустинус Агуc (29.10.1999 — 3.06.2014), назначен архиепископом Понтианака.
- епископ Samuel Oton Sidin OFMCap (с 21.12.2016 — по настоящее время).